# William Kamkwamba
William Kamkwamba (Kasungu, 5 d'agost de 1987), és un inventor, enginyer i escriptor de Malawi. Va guanyar renom al seu país l'any 2001 quan va construir una turbina eòlica per alimentar diversos aparells elèctrics a la casa de la seva família a Wimbe, a 23 quilòmetres a l'est de Kasungu, utilitzant arbres de goma blava, peces de bicicletes i materials recollits en un local de desballestament. Des de llavors ha construït una bomba d'aigua d'energia solar que ha subministrat per primer cop aigua potable al seu poble i altres dos aerogeneradors, el més alt amb 12 metres d'alçada, inclòs un a Lilongwe, la capital política de Malawi.

## Vida i carrera
Kamkwamba va néixer en una família relativament pobra basada principalment en l'agricultura per sobreviure. A William Kamkwamba li agradava jugar amb els seus amics utilitzant materials reciclats. Una fam devastadora va obligar Kamkwamba a abandonar l'escola i no va poder tornar-hi perquè la seva família no podia pagar la matrícula. En un intent de conservar la seva educació, Kamkwamba va començar a freqüentar la biblioteca de l'escola local; va ser allà on va descobrir el seu amor per l'electrònica. Abans, una vegada havia muntat un petit negoci reparant les ràdios del seu poble, però aquesta feina no li va fer guanyar gaires diners,

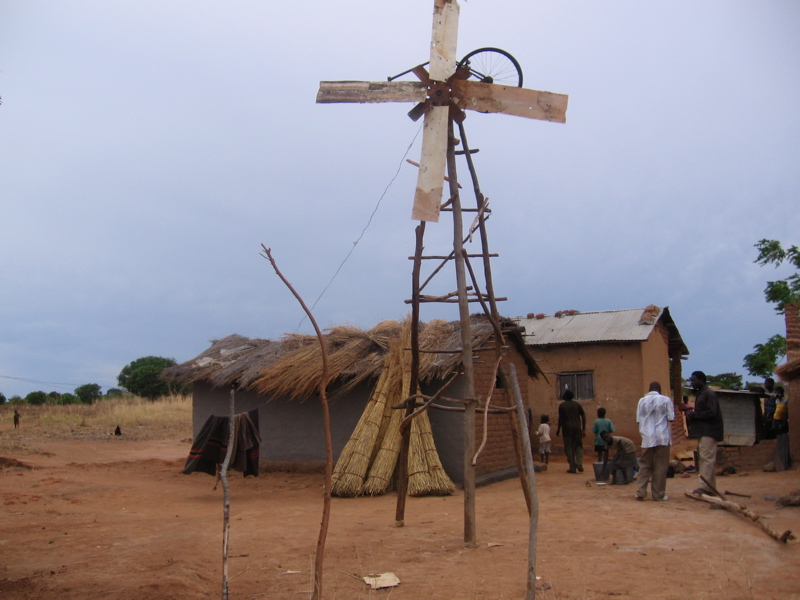
Un dels primers molins de vent de Kamkwambas, a Tanzània.

Després de la fam, Kamkwamba va tornar a l'escola. Tanmateix més endavant, a causa d'unes unes quotes massa elevades de 2.000 kwacha, va quedar-ne exclòs i va començar a colar-s'hi; com que finalment el van descobrir i el pare de William va aconseguir que l'acceptessin a canvi de pagar als professors amb tabac.
Kamkwamba, després de llegir un llibre anomenat Using Energy, va decidir crear una turbina eòlica improvisada. Va experimentar amb un model petit utilitzant una dinamo barata i finalment va fer una turbina eòlica que funcionava que alimentava la ràdio del seu pare. Els agricultors i periodistes locals van investigar el dispositiu giratori i la fama de Kamkwamba a les notícies internacionals es va disparar. Es va escriure un bloc sobre els seus èxits a Hacktivate i Kamkwamba va participar en el primer esdeveniment de celebració del seu particular tipus d'enginy anomenat Maker Faire Africa a Ghana l'agost de 2009. Kamkwamba va ser un dels quatre guanyadors del GO Ingenuity Award 2010, un premi atorgat per la campanya GO sense ànim de lucre amb seu a Santa Mònica a inventors, artistes i fabricants per promoure l'intercanvi de les seves innovacions i habilitats amb els joves marginats dels països en desenvolupament. Amb la subvenció, Kamkwamba va fer tallers al seu poble natal, ensenyant als joves a fabricar turbines eòliques i a reparar bombes d'aigua.
El 2007 Kamkwamba va entrar en un programa acadèmic intensiu de dos anys que combinava el pla d'estudis de nivell A de la Universitat de Cambridge amb lideratge, emprenedoria i estudis africans a l'African Leadership Academy de Johannesburg, Sud-àfrica. Després va estudiar al Dartmouth College, promoció del 2014.

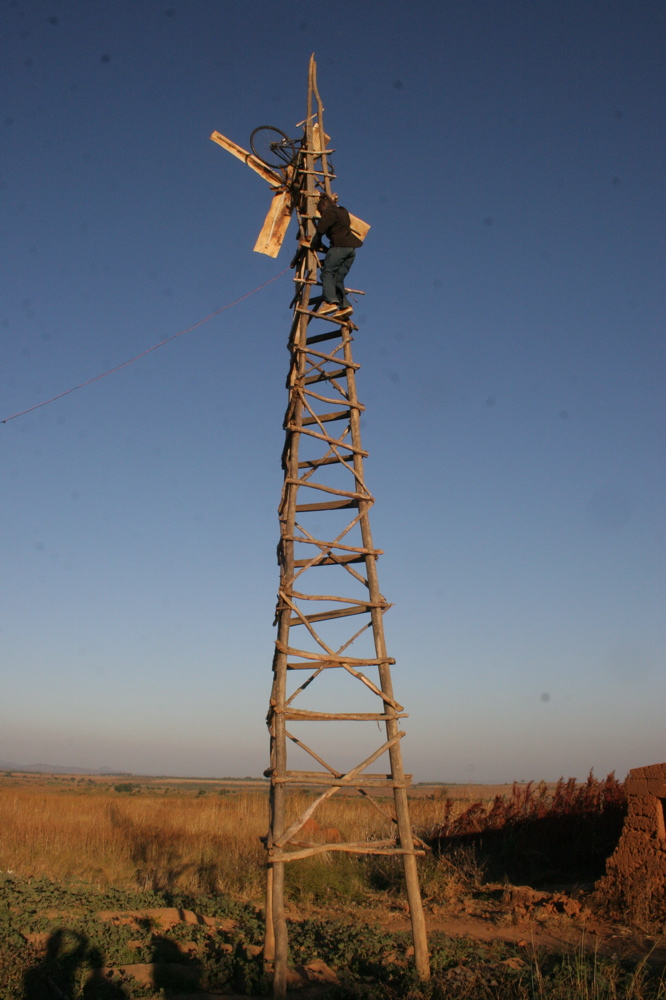
Molí de Kamkwambas a Tanzània.

## Fama
Quan el The Daily Times de Blantyre, la capital comercial de Malawi, va escriure un article sobre l'aerogenerador de Kamkwamba el novembre de 2006, la història va circular per la blogosfera i la directora de conferències del TED, Emeka Okafor, va convidar Kamkwamba a parlar a la TEDGlobal 2007 celebrada aquell any a Arusha, Tanzània, com a convidat. El seu discurs va emocionar l'audiència, i diversos inversors de risc presents a la conferència es van comprometre a ajudar a finançar la seva educació secundària. La seva història va ser coberta per Sarah Childress per al The Wall Street Journal. Es va convertir en estudiant de l'African Bible College Christian Academy a Lilongwe. Després va rebre una beca per a l'Acadèmia de Lideratge Africà i el 2014 es va graduar al Dartmouth College a Hanover, New Hampshire.
Entre altres aparicions, Kamkwamba va ser entrevistat a The Daily Show el 7 d'octubre de 2009 (durant el qual va ser comparat de manera divertida amb l'heroi de ficció Angus MacGyver pel seu impressionant enginy científic). A més, va ser convidat i va assistir a la reunió introductòria de la Google Science Fair de 2011, on en va ser un ponent convidat.
El llibre de Kamkwamba, The Boy Who Harnessed the Wind, va ser seleccionat com a títol de 2013 "1 Book, 1 Community" per al sistema de biblioteques públiques del comtat de Loudoun, Virgínia. "1book 1community" és un programa de lectura a tot el comtat que promou el diàleg i la comprensió de la comunitat mitjançant l'experiència compartida de llegir i discutir el mateix llibre. Es van comprar exemplars del llibre a l'A.V. Symington i a l'Irwin Uran Gift Funds.
Kamkwamba és el tema de la pel·lícula documental William and the Windmill, que va guanyar el Gran Premi del Jurat a la millor pel·lícula documental al festival de cinema South By Southwest de 2013 a Austin, Texas.
L'any 2010, The Boy Who Harnessed the Wind va ser seleccionat com a llibre comú de la Universitat de Florida i la Universitat Estatal de Boise, necessari de ser llegir per tots els estudiants entrants. El 2014, també va ser seleccionat com a llibre comú a la Universitat d'Auburn i al Col·legi d'Enginyeria de la Universitat de Michigan. William Kamkwamba va anar a cada universitat per parlar del seu llibre i de la seva vida.
El 2013, la revista Time va nomenar Kamkwamba com una de les "30 persones menors de 30 anys que canvien el món".
Kamkwamba apareix al llibre Extraordinary People de Michael Hearst i també és el tema d'una cançó de l'àlbum complementari Songs For Extraordinary People.
El 2014, Kamkwamba va rebre una llicenciatura en arts en estudis ambientals del Dartmouth College de Hanover, New Hampshire on va ser elegit membre de la Sphinx Senior Honor Society.
El 2019, The Boy Who Harnessed the Wind es va adaptar a una pel·lícula, protagonitzada per Chiwetel Ejiofor, que també va escriure i dirigir.